# 曾焯文

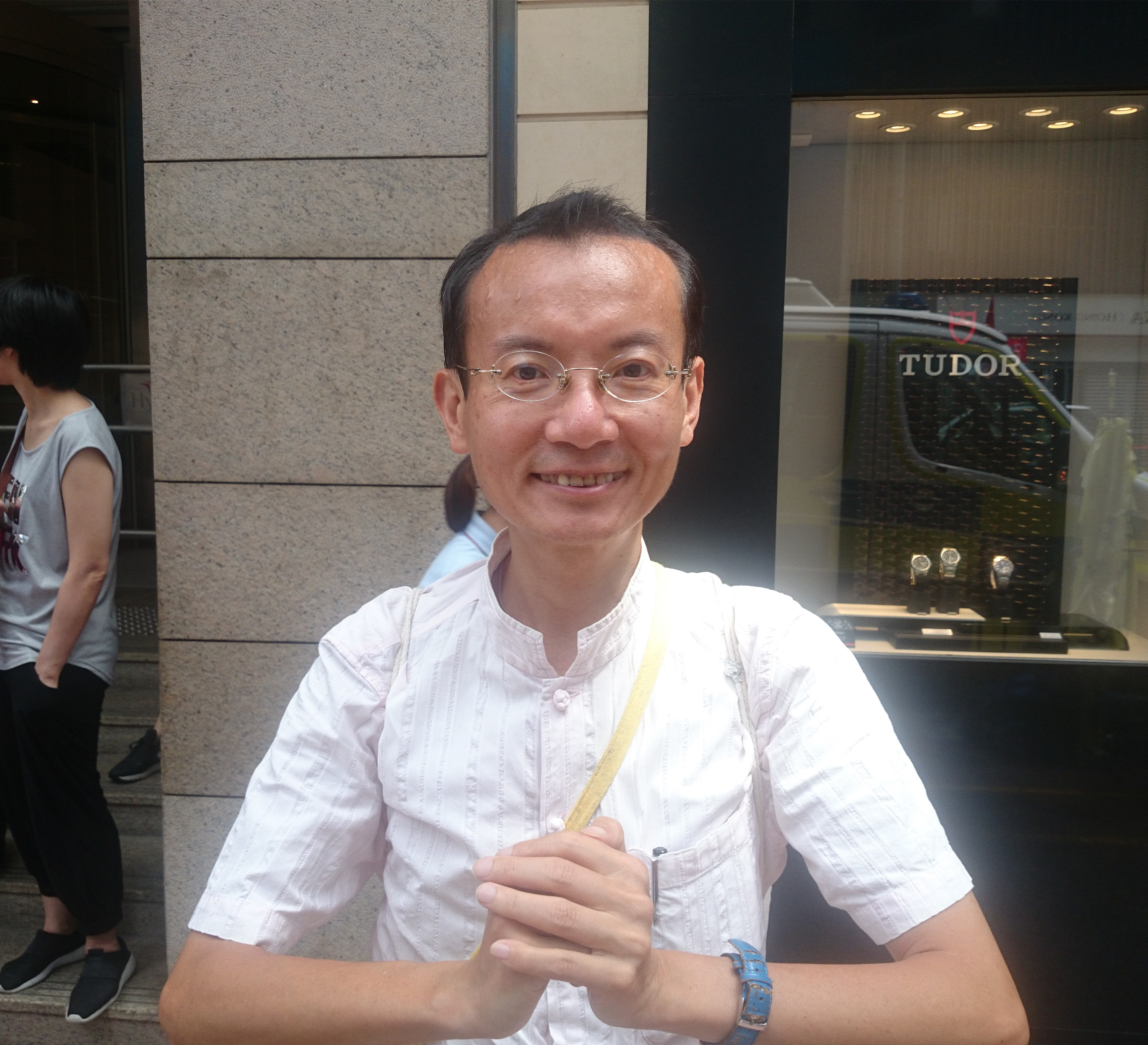
希慎広場の入り口に立つ曾焯文。

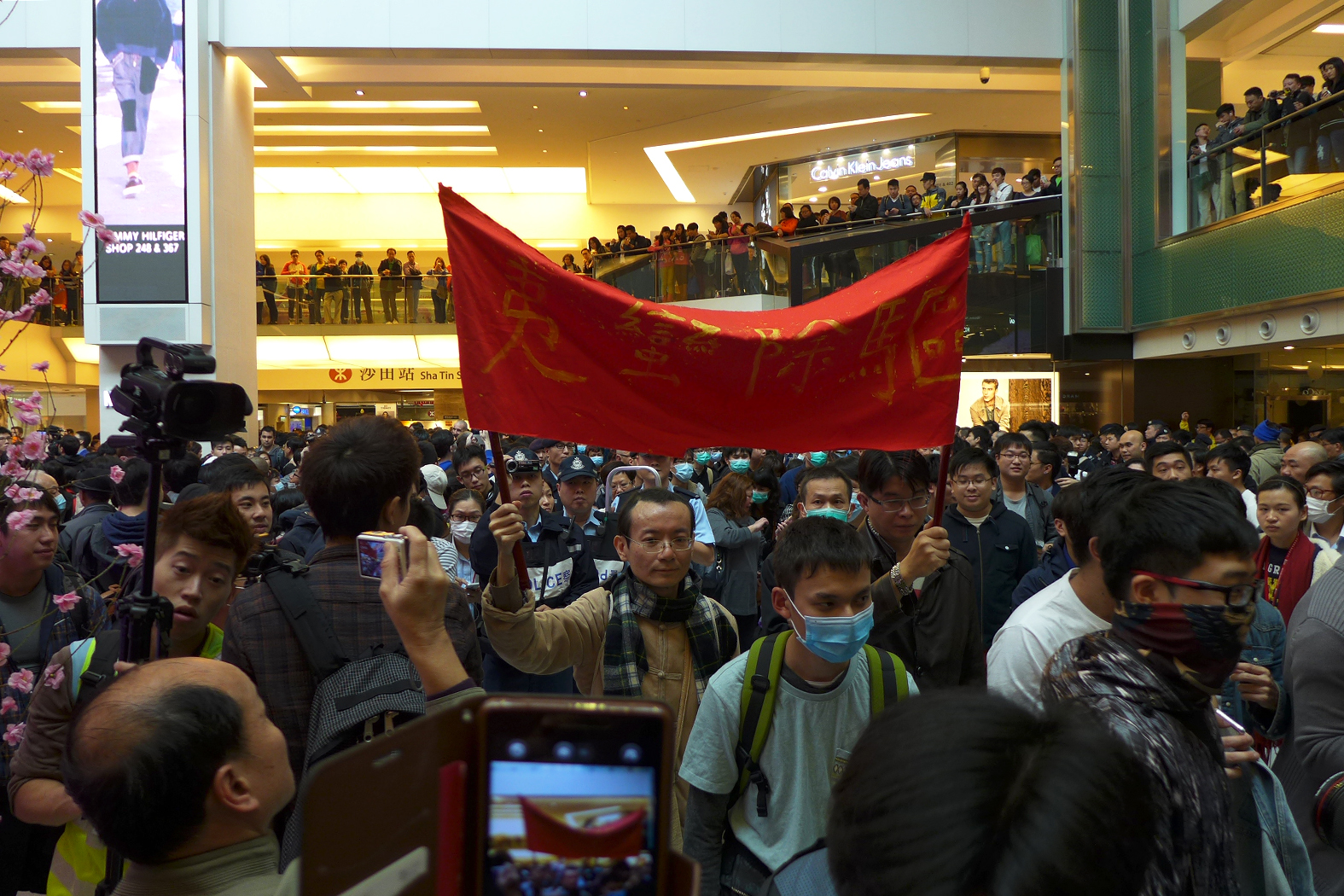
捍衛沙田運動で旗を掲げる曾焯文「駆除蛮夷」

曾焯文（チャップマン・チェン、Chapman Chen）は、香港のオンラインラジオ局MyRadioの元ホストであり、オンラインメディア本土新聞の創設者であり、香港自治運動の創設者の一人でもある。

## 背景
香港中文大学で英語を学び、その後、同大学で翻訳修士号、香港城市大学で文学博士号を取得しました。香港理工大学、嶺南大学、銘伝大学、東フィンランド大学での翻訳研究プログラムで5年間教鞭をとっています。 また、法廷通訳としても9年間働いていました。

## 経歴
2010年以降、曾焯文はオンラインメディア本土新聞で広東語の文字を解説していますが、その正確さには疑問の声が多い。
曾焯文は、一緒に香港自治運動を組織した陳雲から「文忠公」の称号を与えられていた。 しかし、陳雲は2016年8月26日に『本土新聞』を辞退しました。
2016年、「文化現場有限公司」は曾焯文と共同で「広東語辞典」を編纂するプロジェクトを行い、香港の広東語の方言や上品な言葉の最新の権威ある辞書を確立したいと考えている。